# Gnomo Wesley
Kabouter Wesley (En español: Gnomo Wesley), es una serie de cortos animados sobre un kabouter (gnomo) gruñón. La serie fue creada por el dibujante Jonas Geirnaert. Su estilo de dibujo simple y amateurístico y su humor simple, grotesco y surreal hacen que la animación tenga un estilo raro y un poco insultante.

## Características
Kabouter Wesley es un gnomo con traje rojo, un sombrero puntiagudo de color rojo y una barba blanca. Él generalmente esta de muy mal humor porque odia casi todo como las setas, los paseos, fiestas, los lunes, la Navidad, trabajar en el jardín y más. Él vive en una seta roja con un sótano y cocina Cuenta con una cama, TV, teléfono y un refrigerador. Él también tiene un gato y su padre es un policía . El resto de su vida hasta ahora es desconocida, pero ciertamente tiene muchos amigos.

## Historia
Jonas Geirnaert inventó la figura de Kabouter Wesley cuando hizo la película animada "Flatlife". Entre 2008 y 2010 apareció de forma irregular  en la revista belga Humo.
Durante el otoño de 2009 Gnome Wesley revivió a través de una serie de historietas cortas, transmitido semanalmente en Man Bijt Hond . Geirnaert hizo la voz de Wesley mientras que Jelle De Beule hizo las otras voces. Todos los dibujos son adaptaciones originales de cómics que han aparecido en Humo. En YouTube se subió "Mushroom" el capítulo tuvo más de 1 millón de visitas. Geirnaert fue invitado en diferentes medios  para hablar de su creación. Desde el 22 de enero de 2010, Kabouter Wesley es transmitido por Comedy Central en los Países Bajos.

## Obras
- Het Grote Kabouter Wesley Boek  Verlag Borgerhoff & Lamberichts (2010) ISBN 9789089311535